# Gonimbrasia zambesina
Gonimbrasia zambesina är en fjärilsart som beskrevs av Walker 1865. Gonimbrasia zambesina ingår i släktet Gonimbrasia och familjen påfågelsspinnare. Inga underarter finns listade i Catalogue of Life.